# 阿爾泰語系族群
阿尔泰語系族群是附屬於蒙古人種，並且大多又是屬於北系蒙古人種。

## 族群
- 突厥語
  - 土耳其族
  - 土庫曼族
  - 阿塞拜疆族
  - 哈薩克族
  - 烏孜別克族
  - 柯爾克孜族(吉爾吉斯族)
  - 維吾爾族
  - 塔塔爾族
  - 撒拉族

- 蒙古語
  - 蒙古族
  - 東鄉族
  - 土族
  - 達斡爾族
  - 保安族
  - 布里亞特人
  - 卡爾梅克

- 通古斯語
  - 滿族
  - 錫伯族
  - 鄂倫春族
  - 鄂溫克族
  - 鄂溫族
  - 赫哲族
  - 烏德盖人
- 多来源混血支
  - 朝鮮民族